# Közönséges húslégy
A közönséges húslégy (Sarcophaga carnaria) a rovarok (Insecta) osztályának a kétszárnyúak (Diptera) rendjéhez, ezen belül a légyalkatúak (Brachycera) alrendjéhez és a húslégyfélék (Sarcophagidae) családjához tartozó faj.

## Elterjedése
A közönséges húslégy Európa és Afrika nagy részén megtalálható.

## Megjelenése
A közönséges húslégy 8-15 milliméter hosszú. Tekintélyes, sötét vagy fekete színű húslégy a húslégyfélék (Sarcophagidae) családjából, melyek néhány száz fajjal képviseltetik magukat Európában. Potrohának sakktáblaszerű rajzolata miatt régen kockás húslégynek nevezték. Összetett szemei élénkvörösek.

## Életmódja
A közönséges húslégy az emberi településeken gyakori, sokszor láthatjuk trágyarakásokon. A szabad természetben az erős illatú virágokon tartózkodnak.

## Szaporodása
A különböző húslégyfajok húson élnek. Abba helyezik pár nap leforgása alatt néhány száz petéjüket is, amelyekből magas hőmérséklet esetén pár óra múlva kikelnek a lárvák. A bomló hússal táplálkoznak, és egy hét múlva bebábozódnak. Évente több nemzedéke van. Az ilyen módon romlott húst semmiképpen sem szabad elfogyasztani, mivel életveszélyes húsmérgezést okozhat.